# Fobia sociale
La fobia sociale (detta anche disturbo d'ansia sociale, sociofobia o ansia da pubblico) è la paura intensa e pervasiva di trovarsi in una particolare situazione sociale, di eseguire una qualche prestazione in pubblico o più in generale di dover interagire con persone sconosciute. Il disturbo può manifestarsi in particolari luoghi o contesti specifici, oppure durante specifici comportamenti che richiedono una performance (ad esempio parlare in pubblico) e in cui emerge la paura del giudizio altrui o il timore di potersi comportare in maniera imbarazzante ed umiliante (come arrossire). L'ansia collegata al disturbo d'ansia sociale è forte e genera profondo disagio e sofferenza in chi la sperimenta e non va confusa con la vergogna. Il disturbo è inserito all'interno del capitolo dei disturbi d'ansia del DSM-5.  La fobia spinge il soggetto ad evitare situazioni spiacevoli, alimentando il disagio attraverso strategie disfunzionali di evitamento.

## Descrizione
Il disturbo d'ansia sociale insorge solitamente nell'infanzia o nell'adolescenza, raramente dopo i 30 anni. Si caratterizza per una paura marcata e persistente nell'affrontare diverse situazioni sociali o prestazionali, nell'interazione con gli altri o anche semplicemente nell'essere osservati in qualche situazione, tutto ciò fino al punto da interferire in maniera decisa sulla vita giornaliera. È una sorta di “vergogna del proprio essere” in pubblico, accompagnata dalla paura di rivelare agli altri i propri sintomi di ansia come ad esempio: tremore, balbuzie, rossore in viso o impaccio nei movimenti. Le persone affette da questa patologia comprendono quanto le loro paure siano esagerate o irrazionali ma nonostante ciò non riescono in alcun modo a controllarle e sperimentano una enorme apprensione nell'affrontare le situazioni sociali temute.
A differenza della semplice timidezza, nella fobia sociale l'ansia tende ad essere anticipatoria manifestandosi anche molto tempo prima delle situazioni temute. A causa di questo i pazienti tendono ad isolarsi socialmente e giungono così ad adottare un comportamento di evitamento, tipico delle sindromi fobiche. L'evitamento tende a cronicizzare il disturbo poiché riduce il livello di autostima e alimenta i sentimenti di inferiorità e di inadeguatezza. È anche importante notare che le persone che manifestano precocemente la fobia sociale sono svantaggiate: l'evitamento delle situazioni sociali riduce infatti la probabilità di vivere quelle esperienze che risultano utili allo sviluppo di una maturità sociale e relazionale.
La fobia sociale interferisce con le relazioni interpersonali, con gli studi e con il lavoro: chi ne soffre spesso ha scarse amicizie e inoltre sceglie, per quanto possibile, attività lavorative che prevedono una scarsa interazione con altre persone (che talvolta può essere tuttavia accettata da alcuni fobici se si tratta di pochi individui o quando si è in posizione di superiorità professionale). Sono frequenti le comorbilità con la depressione, il disturbo da attacchi di panico, il disturbo ossessivo-compulsivo, il disturbo evitante di personalità, il disturbo schizotipico di personalità e la sindrome di Asperger, così come l'abuso di alcolici e/o di sostanze psicotrope nel vano tentativo di auto-curare il disturbo alleviando l'ansia sociale, ma ovviamente con il rischio di sviluppare una tossicodipendenza.
Nel contesto della cosiddetta ansia da pubblico, la sensazione può precedere o accompagnare la partecipazione a qualsiasi attività che implichi esporsi in pubblico.  In alcuni casi l'ansia da pubblico fa parte  di una sintomatologia più ampia della fobia sociale o del disturbo d'ansia sociale, ma molte persone soffrono limitatamente di ansia da pubblico, senza riscontrare altri problemi in situazioni sociali differenti.

### Sintomi
I sintomi della fobia sociale, sperimentati dai soggetti nelle varie situazioni sociali, sono per lo più i seguenti:
- Ansia generalizzata di fronte a gruppi di persone, specie se queste sono tra loro in confidenza, con ipervigilanza verso gli sguardi, la postura e i gesti degli altri
- Ansia anticipatoria, che cioè si verifica durante tutto il periodo che precede la situazione temuta (anche a distanza di settimane o mesi)
- Cali di concentrazione (fino a paralisi intellettiva)
- Distogliere lo sguardo se fissati direttamente
- Tic nervosi (risate o sorrisi nervosi, movimenti anormali degli occhi o delle palpebre, battito incessante dei denti, grattarsi in maniera continua parti del corpo)
- Insorgenza di balbuzie, che, in presenza di altre persone, alimenta ulteriormente lo stato d'ansia e di imbarazzo
- Parlare troppo velocemente, con voce troppo bassa o alta o in maniera confusa
- Timore di parlare troppo forte o troppo piano o di non essere capito
- Tremore nelle mani o nella voce[3]
- Sudorazione eccessiva
- Palpitazioni e brividi
- Fiato corto
- Bocca secca e nausea[3]
- Crampi allo stomaco
- Diarrea
- Emispasmo del nervo facciale
- Disfunzione erettile
- Arrossamenti e vampate di calore[3]
- Pensieri aggressivi, masochisti o suicidi; attacchi di panico
- Timore di essere osservati e valutati negativamente o di fare brutta figura con gli altri; estrema sensibilità ai giudizi altrui
- Timore reale o immotivato di essere giudicati per il proprio aspetto fisico e di essere considerati esteticamente sgradevoli
- Sensazione generale di inferiorità e scarsissima fiducia in se stessi
- Timore che le proprie opinioni possano non interessare agli altri e che la propria compagnia non sia gradita
- Timore di non essere in grado di comportarsi in modo adeguato nelle situazioni sociali
- Tendenza ad evitare sempre più le situazioni sociali che metterebbero in difficoltà o imbarazzo (tendenza all'isolamento), con conseguente sollievo momentaneo seguìto poi da senso di malessere
- Continui ripensamenti a situazioni passate (anche a distanza di settimane o mesi) in cui si ha l'autoimpressione di aver "fallito"
- Preferire spesso la compagnia animale a quella umana; tendenza a tenere in casa animali domestici
- Difficoltà a prendere sonno
- Spossatezza fisica dovuta a continuo stress e preoccupazione
- Sentirsi più a proprio agio nei contatti virtuali (chat, social network) che in quelli reali

È importante ricordare che gli individui affetti da fobia sociale spesso riconoscono perfettamente quando le loro paure sono esagerate, eccessive o irrazionali, ma non riescono comunque a gestire le situazioni sociali.

### Situazioni temute
Le situazioni sociali in cui le persone affette da questa patologia possono mostrare maggiormente i propri sintomi sono le seguenti, anche se comunque esse possono variare anche notevolmente da soggetto a soggetto:
- Parlare in pubblico;
- Parlare al telefono;[4]
- Stare nel traffico, guidare veicoli; (amaxofobia)
- Essere al centro dell'attenzione;
- Mangiare o bere in presenza di altre persone, specie se si è l'unica persona che lo sta facendo;
- Partecipare ad eventi in gruppo;
- Fare acquisti nei negozi o locali di consumo;
- Scrivere o firmare in pubblico (rari casi);
- Guardare negli occhi le persone;
- Iniziare una conversazione o inserirsi in una già avviata;
- Essere presentati ad altre persone, fare nuove amicizie;
- Esprimere o difendere le proprie opinioni;
- Incontrarsi con persone da cui si è attratti;
- Essere soli vicino a gruppi di persone in atteggiamento colloquiale;
- Parlare in un gruppo di individui che già si conoscono, non avendo particolare confidenza con loro;
- Parlare con persone di autorità;
- Fare o ricevere complimenti;
- Situazioni dove è richiesta una qualsiasi prestazione (esempio tipico: il sesso).

La fobia sociale può essere definita generalizzata se le paure vengono sperimentate nella quasi totalità delle situazioni sociali, mentre può essere definita specifica se l'ansietà viene sperimentata solo in determinate situazioni sociali, che possono variare da soggetto a soggetto. Per parlare di fobia sociale, comunque, queste devono includere la maggior parte delle interazioni sociali più comuni. In alcune persone la fobia sociale può essere indirizzata in modo particolare e con elevatissima intensità nei confronti di persone del sesso che li attrae.

### Terapie sociali
Il soggetto in genere si sente escluso dalle altre persone, che a suo parere lo reputano inaffidabile, incompetente e inferiore, anche se non è così. Il sociofobico tende a instaurare rapporti con altri suoi coetanei che purtroppo non vanno a buon fine, dato che egli fatica molto a mantenere le relazioni. Per aiutare un sociofobico, oltre a ricorrere a qualche terapia medico-psicologica, si possono mettere in atto delle ''terapie sociali''. Anche se il soggetto è sociofobico, non è escluso che abbia uno o più amici che secondo lui non sono come gli altri, persone di cui ci si può fidare o che non giudicano, magari perché la persona affetta da sociofobia ha passato particolari situazioni con queste persone. Proprio queste persone possono aiutare la persona con fobie sociali, in quanto in grado di ottenere attenzione dal sociofobico.
Se, tuttavia, la fobia sociale arriva a compromettere la serenità quotidiana, tra le alternative professionali vi è un intervento terapeutico denominato “training di assertività di gruppo”. Si tratta di una terapia sociale che utilizza tecniche come il role playing e il confronto allargato: nello specifico, il trattamento in questione aiuta il soggetto a esprimere se stesso in un contesto in cui le persone che lo circondano hanno difficoltà simili alle sue.
Lavorare sull'assertività potrà essere utile per ridimensionare l'entità dell'ansia sociale, accrescere l’empatia, l’autostima, le abilità di leadership e l'autoefficacia.

### Sovramedicalizzazione
Questa situazione clinica è ritenuta oggetto di fenomeni di sovramedicalizzazione, per una strategia di disease mongering, e possibile oggetto di prevenzione quaternaria. In particolare un episodio riferito a questa patologia di disease mongering riguarda la Roche nel 1997 nella promozione del suo antidepressivo Aurorix (moclobemide). Sovrastimando l'incidenza della forma psicologica e rendendola malattia con il consenso di autorevoli clinici e medici di medicina generale, il marketing della Roche è riuscito a far diventare la fobia sociale (timidezza eccessiva) come una entità clinica distinta rendendo ineluttabile il trattamento con il proprio farmaco. Secondo Moynihan R.« ... la medicalizzazione del disagio umano sembra non avere limiti».

## Possibili cause
La ricerca scientifica non è ancora riuscita a dimostrare con esattezza le cause che portano all'insorgere di questa patologia: sembra concorrano sia fattori familiari e sociali, sia tratti ereditari.
Ciò che potrebbe essere ereditato è una eccessiva reattività dei centri cerebrali che regolano i sistemi di allarme dell'organismo, quelli che normalmente entrano in gioco quando si verificano situazioni improvvise e minacciose per la sopravvivenza: da alcune ricerche condotte negli Stati Uniti pare che la corteccia mediale prefrontale e l'amigdala possano essere implicate nello sviluppo e nel mantenimento della fobia sociale generalizzata.
D'altra parte però alcuni studi condotti su gemelli monozigoti separati alla nascita, hanno dimostrato che la componente genetica dell'ansia sociale si attesta al massimo al 50% dell'ereditabilità totale e che la restante metà è determinata dall'ambiente in cui si vive. Questo dato dimostra il carattere non ereditario della fobia sociale. È più probabile che ci sia una certa familiarità ma mancano dati in merito.
Secondo teorie di tipo psicodinamico sembrerebbe che a volte le persone con fobia sociale, in età infantile, hanno subito il rifiuto o la persecuzione “involontaria” da parte di uno o di entrambi i genitori oppure modelli educativi iperprotettivi o troppo autoritari, elementi questi che potrebbero avere condizionato negativamente la loro autostima, anche per tutto il resto della vita. La successiva emarginazione durante la prima adolescenza potrebbe pure avere contribuito alla cronicizzazione del disturbo. Le ipotesi eziopatogenetiche sono fortemente condizionate dal modello teorico di riferimento. Modelli teorici più moderni, come la teoria emotocognitiva, suggeriscono di considerare la causa della fobia sociale come agente nei processi di organizzazione psicofisiologica agenti nel qui-e-ora.  Sarebbero infatti i modelli di risposta organizzativa a determinare, di volta in volta, il mantenimento del disturbo.
Nella società, poi, i differenti modelli culturali possono condizionare l'espressività della fobia sociale: ad esempio alcuni comportamenti possono essere accettati in certe società e condannati in altre. Questo fattore sarebbe alla base della differente prevalenza del disturbo nei vari paesi.
Quindi l'ambiente familiare e sociale in cui si vive potrebbe essere in grado di determinare o meno il verificarsi della fobia sociale, pur permanendo la predisposizione biologica nell'individuo.

## Terapie medico-psicologiche
Per cercare di contrastare la fobia sociale sono attualmente utilizzati differenti approcci, talvolta usati singolarmente, talvolta unitamente. Approcci come la psicoterapia, la terapia farmacologica, trattamenti naturali o, oggi molto utilizzati, interventi clinico-sanitari di tipo psicologico puro quali la riabilitazione funzionale (senza uso di psicofarmaci e senza psicoterapia). Tra i trattamenti più utilizzati si può notare la psicoterapia cognitivo-comportamentale, volta a modificare sia lo stile di pensiero che il comportamento. Questo tipo di psicoterapia può essere eseguita anche in gruppo e spesso viene abbinata a psicofarmaci. Studi infatti suggeriscono che la combinazione tra psicoterapia e farmacoterapia sia una best-practice nel trattamento del disturbo d'ansia sociale
Partendo dall'assunto che il paziente ha un assetto cognitivo improntato alla insicurezza e al timore del giudizio sociale, la psicoterapia si propone di fare riflettere il paziente sulle proprie idee mirando alla rimozione delle modalità di pensiero che alimentano la sua ansia sociale (ristrutturazione cognitiva).
Il trattamento comportamentale provvede:
- all'avvicinamento graduale del paziente alle situazioni fobiche, sia in immaginazione che in vivo, con l'obiettivo di rendere controllabile l'ansietà sociale (Desensibilizzazione Sistematica)
- all'insegnamento di abilità comunicative (social skills) che il paziente utilizzerà nelle varie situazioni sociali

La terapia farmacologica è attuata soprattutto con antidepressivi serotoninergici come Fluoxetina, Paroxetina e Sertralina. Più raramente vengono utilizzati gli inibitori delle Monoamino ossidasi (RIMA e IMAO) come la Fenelzina e le Benzodiazepine come Alprazolam e Clonazepam. 

Nel 2013 il NICE emana una Linea guida sulla Fobia sociale che ha tassi di prevalenza una tantum in Europa del 6,7% (range 3,9-13,7%), in essa vengono suggerite una serie di raccomandazioni.
Un altro approccio è ad esempio la psicoterapia breve strategica. L'approccio mira, con tecniche di suggestione, a modificare la percezione attraverso l'esperienza.